# 레밍턴 랜드
레밍턴 랜드(Remington Rand, 1927–1955)는 미국 초기의 비즈니스 머신 제조업체로, 원래 타자기 제조업체로 잘 알려져 있었으며 나중에 유니박 계열의 메인프레임 컴퓨터 제조업체로 재탄생하였다. 레밍턴 랜드는 오피스 장비, 전기면도기 등을 제조하는 다각적인 복합기업이었다. 뉴욕 시의 315 파크 가에 위치한 레멍턴 랜드 빌딩은 1911년에 설립된 20층 마천루이다.

## 역사

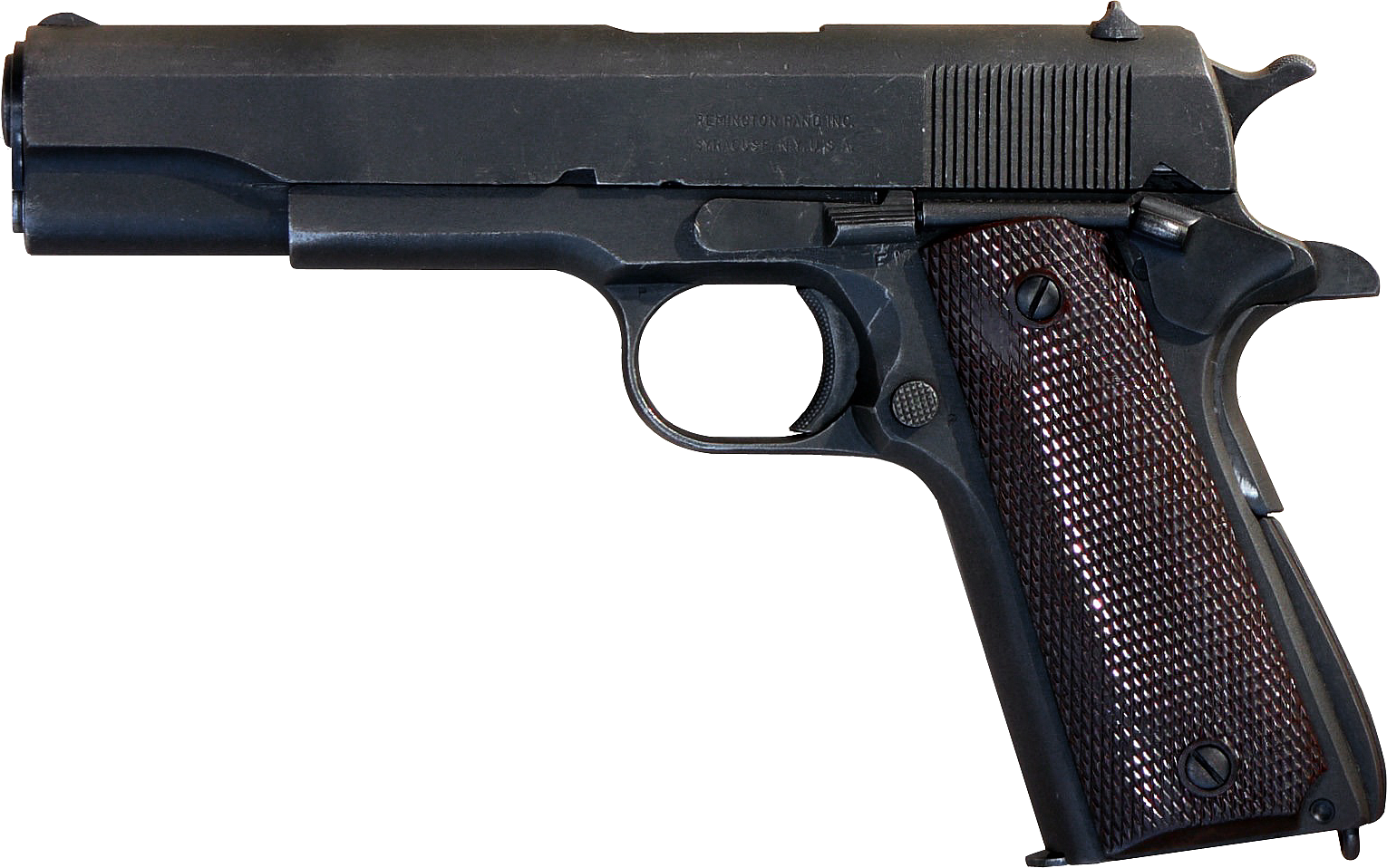
레밍턴 랜드가 제조한 M1911A1 미군 반자동 권총.

레밍턴 랜드는 1927년 레밍턴 타입라이터 컴퍼니와 랜드 카덱스 코퍼레이션의 합병을 통해 설립되었다.

## 제품

### 타자기

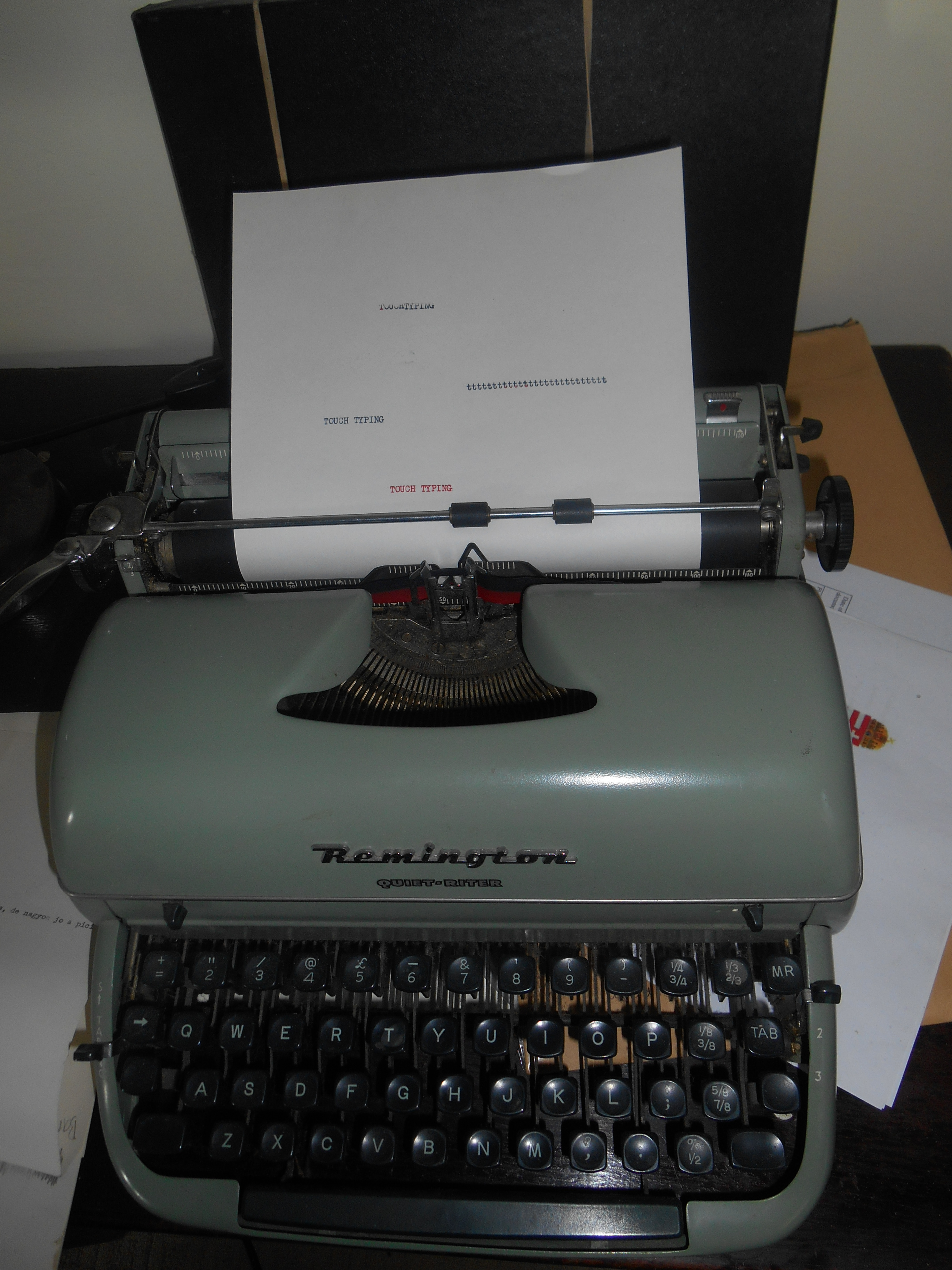
1950년대 말 영국 국내 시장을 위해 제작된 레밍턴 "콰이어트-라이터"

처음에 E. 레밍턴과 아들들이 제조한 레밍턴 타입라이터(Remington Typewriter)들은 처음으로 QWERTY 키보드 레이아웃을 사용하였다. 레밍턴은 크리스토퍼 숄즈로부터 디자인을 가져왔다. 레밍튼 No.1이 최초로 출시된 모델이다. 모든 키는 대문자였다. 레밍턴은 레밍턴 타입라이터 컴퍼니를 1886년에 기업 분할하였고, 1927년 합병 이후 레밍턴 랜드 코퍼레이션은 타자기 제오와 판매를 계속하였다.

### 다른 제품
레밍턴 랜드는 면도기도 제조하였다.
제2차 세계 대전 동안에 레밍턴 랜드는 .45 ACP M1911A1 반자동 권총을 가장 많이 생산한 기업이었다.
1950년대에는 천공 카드 시스템도 판매하였다.

## 같이 보기
- 유니박